# Oreonoma sectiplaga
Oreonoma sectiplaga är en fjärilsart som beskrevs av Paul Dognin 1911. Oreonoma sectiplaga ingår i släktet Oreonoma och familjen mätare. Inga underarter finns listade i Catalogue of Life.